# Grieks alfabet
De Griekse taal wordt geschreven in het Griekse alfabet (Nieuwgrieks: Ελληνικό αλφάβητο, ellinikó alfávito). Dit alfabet is in de oudheid (rond de 9e eeuw v.Chr.) ontwikkeld uit het Fenicische alfabet en bestaat uit 24 letters. Het wordt nog steeds gebruikt in Griekenland en Cyprus. Bij hoofdletters worden er geen accenten en geen spiritus gebruikt.

## Geschiedenis
Zowel het Koptische als het Cyrillische alfabet zijn op het Griekse gebaseerd. Ook het Latijnse alfabet vond via het Oud-Italische schrift zijn oorsprong in een westelijke vorm van het Griekse.
Het Griekse schrift vertegenwoordigt een belangrijke innovatie: het heeft namelijk klinkers. Afgezien van Indusschrift hadden oudere schriften (Fenicisch, Hebreeuws en Egyptisch) alleen medeklinkers. Voor de talen die daarmee werden geschreven werkte dat uitstekend, omdat in die talen woorden die slechts één klinker verschillen meestal een verwante betekenis hebben.
In nogal wat Indo-Europese talen zijn er echter veel woorden die niet of nauwelijks verwant zijn en toch alleen een klinkerverschil hebben. De Grieken hebben dit opgelost door een aantal medeklinkertekens die in hun taal niet nodig waren een andere betekenis te geven, namelijk als klinkers. Zo waren bijvoorbeeld de ε en de η oorspronkelijk twee verschillende h-klanken in het Semitisch, de α was een glottisslag, de υ komt van de w, en de ayn (die een laryngaal voorstelde) werd een ο.
De letters van het Griekse alfabet werden niet alleen gebruikt om woorden te vormen, maar ook om getallen weer te geven en muzieknoten. Ook stonden de zeven klinkers symbool voor de zeven planeten.

### Epichorische alfabetten

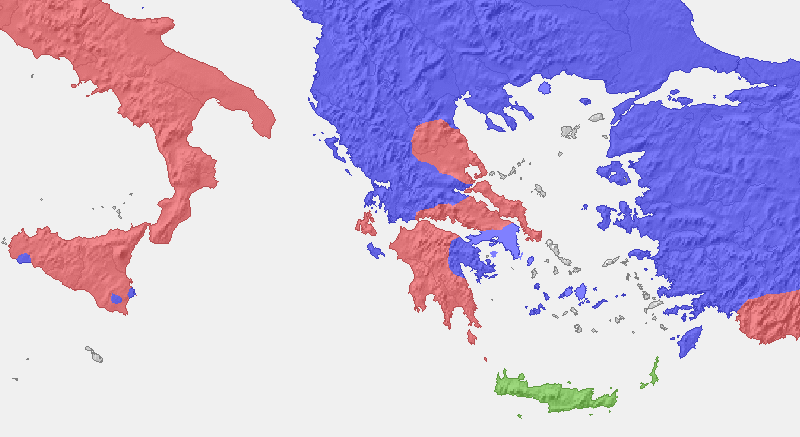
Verspreiding van de ephichorische alfabetten volgens Kirchhoff (1887):
Westen
Ionisch, Attisch en Korintisch
Kreta

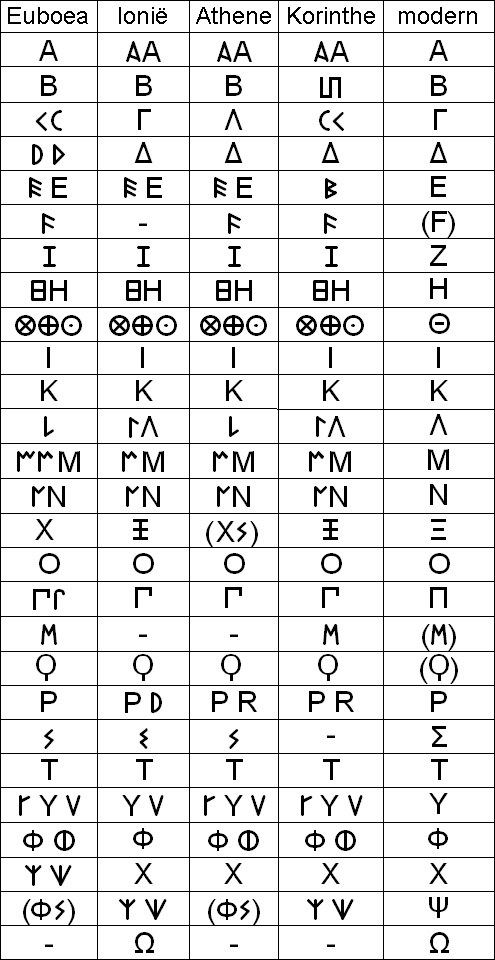
Variaties van het Griekse alfabet

Oorspronkelijk was het Griekse alfabet evenals het Fenicische linkslopend, dit wil zeggen dat het van rechts naar links werd geschreven. Daarna werd het ossenploegsgewijs, dus afwisselend links- en rechtslopend (boustrofedon) geschreven, pas later zet zich de rechtslopende schrijfrichting door. Tot in de 9e eeuw n.Chr. gebruikte men nog de huidige hoofdletters, die zonder spatie of rustteken werden geschreven.
Het Griekse schrift was in geen geval eenvormig. Er ontwikkelden zich lokale (zogenaamde epichorische) alfabetten met telkens verschillende tekens. Ze werden naar het voorbeeld van de graecist Adolf Kirchhoff in drie hoofdgroepen verdeeld met de kleuren die Kirchhoff in zijn Studien zur Geschichte des Griechischen Alphabets van 1887 voor hun markering gebruikte. De belangrijkste onderscheidingstekens zijn de zogenaamde supplementtekens, de aanvullend op het overgenomen Fenicische schrift nieuw geschapen tekens Φ, Χ en Ψ. Bij het alfabet, of de gebruikte alfabetten, op Kreta ontbreken deze supplementtekens volledig. De alfabetten, die bijvoorbeeld op Euboea, Rodos en in Laconië werden gebruikt, hebben Φ en Ψ met de klankwaarden [pʰ] en [kʰ]. De alfabetten uit Macedonië en het Perzische Rijk kunnen in twee groepen worden onderverdeeld. De varianten in Attika gebruiken Φ en Χ voor [pʰ] en [kʰ]. De alfabetten onder andere in Korinthe en Ionië hebben als supplement daarbij nog het teken Ψ met de klankwaarde [ps].
| Westgroep | Oostgroep | Oostgroep | Archaïserende alfabetten                                      |
| Westgroep | Ionisch / Korintisch | Attisch | Archaïserende alfabetten                                      |
| --- | --- | --- | ------------------------------------------------------------- |
| - geen Η, Ω voor lange vocalen (Ε, Ο) - Φ met de klankwaarde [pʰ] - Ψ met de klankwaarde [kʰ] in plaats van [ps] - Χ met de klankwaarde [ks] in plaats van [kʰ] - geen Ξ voor de klankwaarde [ks] - Η wordt gebruikt voor aspiratie ([ʰ]) - Dubbele teken voor de klankwaarde [ps]* | - Η, Ω voor lange vocalen - Φ voor de klankwaarde [pʰ] - Ψ met de klankwaarde [ps] - Χ voor de klankwaarde [kʰ] - Ξ voor de klankwaarde [ks] | - Η, Ω voor lange vocalen** - Φ voor de klankwaarde [pʰ] - ΦΣ voor de klankwaarde [ps] - Χ voor de klankwaarde [kʰ] - ΧΣ met de klankwaarde [ks] | - Η, Ω voor lange vocalen - geen Φ - geen Ψ - geen Χ - geen Ξ |
| * In Arcadië en Lokris heeft men een apart teken voor deze [ps]-klank. ** Η wordt in het Attisch alfabet soms gebruikt voor inspiratie ([ʰ]). | | |                                                               |

## Uitspraak en schrift
De uitspraak van het Oudgrieks kennen wij bij benadering. Door de eeuwen heen is deze uitspraak sterk veranderd. Zo was er in het Klassieke Grieks onderscheid tussen de uitspraak van de èta, de jota, de ypsilon en de tweeklank ‘ei’. In het Nieuwgrieks, in het dimotiki wordt dit steeds als [i]-klank uitgesproken, ongeveer als de ‘i’ in ‘idee’. Verder is wat vroeger de bèta was nu de vita, de b-klank is dus een v-klank geworden. Om toch een b-klank te hebben in de taal, wordt in het Nieuwgrieks de combinatie mu-pi gebruikt. Omdat de delta tegenwoordig ongeveer wordt uitgesproken als de Engelse ‘th’ in ‘this’, gebruikt men, om toch weer een d-klank te hebben, daarvoor de combinatie nu-tau. De gamma, die vroeger waarschijnlijk werd uitgesproken als de ‘g’ in ‘garçon’, wordt tegenwoordig als de zachte ‘g’ van de zuidelijke Lage Landen uitgesproken, maar als er een i-klank of e-klank op volgt, wordt hij als de ‘j’ in ‘Jan’ uitgesproken.
Oorspronkelijk waarschijnlijk tweeklanken:
| tekens                 | in het klassieke Grieks | in het Nieuwgrieks   |
| ---------------------- | ----------------------- | -------------------- |
| ‘ai’ (alfa-jota)       | als ‘ij’ in ‘bijt’      | als ‘e’ in ‘pet’     |
| ‘ei’ (epsilon-jota)    | als ‘ee’ in ‘beet’      | als ‘i’ in ‘idee’    |
| ‘eu’ (epsilon-ypsilon) | als ‘ew’                | als ‘ev’ of als ‘ef’ |
| ‘au’ (alfa-ypsilon)    | als ‘ou’ in ‘fout’      | als ‘av’ of als ‘af’ |

In het klassieke Grieks geeft de spiritus asper (een boogje met de ‘holle kant’ naar rechts) boven de eerste letter van een woord, als dit een klinker of rho is, een geaspireerde uitspraak hiervan aan, dus voorafgegaan door een h-klank. De spiritus lenis (een dergelijk boogje met de holle kant naar links) gaf aan dat de eerste klinker niet geaspireerd werd uitgesproken. In het Nieuwgrieks wordt de eerste letter nooit geaspireerd uitgesproken, behoudens wat uitzonderingen is dit vergelijkbaar met de h-muet in het moderne Frans. Sinds de laatste spellingwijziging worden officieel geen spiritustekens meer genoteerd (maar oude gewoonten blijven soms hardnekkig doorleven).
Ook schrijft men in het oude Grieks de jota na een lange klinker (èta en omega, en de alfa als deze lang is) doorgaans niet achter die klinker, maar er onder. Hiervoor wordt de 'iota subscriptum' gebruikt, wat betekent: eronder geschreven. In plaats van αι, ηι en ωι schrijft men dan respectievelijk ᾳ, ῃ en ῳ.
Verder kan men op klinkers diverse tekens aantreffen: het accent grave, het accent aigu en een accentteken dat op de tilde lijkt, maar overigens overeenkomt met het Franse accent circonflexe. In vroegere tijden hadden deze accenttekens een verschillende functie, wat die functie precies was is niet helemaal zeker. Er kan bijvoorbeeld sprake zijn geweest van zinsmelodie, of meer of minder nadruk. Als de accenttekens in Nieuwgriekse teksten voorkomen, geven ze enkel en alleen de hoofdklemtoon van een woord aan. In de praktijk wordt sinds de laatste spellingwijziging nog enkel het accent aigu gebruikt op de lettergreep die de hoofdklemtoon draagt, omdat het toch geen zin meer heeft om verschillende accenttekens te gebruiken wat betreft de uitspraak van de teksten.
De fi of phi werd in het Oudgrieks als één letter geschreven. Dat is een reden voor sommigen om bijvoorbeeld Xenofon te schrijven in plaats van Xenophon en Sofokles in plaats van Sophocles. De uitgang 'ος' in Griekse mannennamen, van de uitgang voor zelfstandige naamwoorden, veranderde in het Latijn in 'us'. Πάτροκλος werd bijvoorbeeld Patroclus.

## Schriftstelsels
Hieronder een lijst met de Griekse letters in vergelijking met een aantal symbolen uit andere verwante schriftstelsels. De volgorde is die van het Griekse alfabet. Ook de getalswaarden van de tekens in het Griekse en het Hebreeuwse alfabet zijn weergegeven, alsmede een aantal van de gebruikelijkste toepassingen in de wetenschap.
| [ 2 ] | Letter | Naam           | Getals-waarde | Hebreeuws | Hebreeuws | Trans- literatie                                                    | Ara- bisch | Gebruik in de wetenschap                                                                                        | Code            |
| ----- | ------ | -------------- | ------------- | --------- | --------- | ------------------------------------------------------------------- | ---------- | --- | --------------- |
| 1     | Α α    | Alfa           | 1             | א         | Alef      | A                                                                   | ا          | hoek— alfastraling— thermische volume-uitzettingscoëfficiënt                                                    | &alpha;         |
| 2     | Β β    | Bèta           | 2             | ב         | Beet      | B                                                                   | ب          | hoek— bètastraling— thermische drukcoëfficiënt                                                                  | &beta;          |
| 3     | Γ γ    | Gamma          | 3             | ג         | Gimel     | G                                                                   | ج          | hoek — foton — gammastraling — gammafunctie — magnetische inductie — quotiënt van de molaire soortelijke warmte | &gamma;         |
| 4     | Δ δ    | Delta          | 4             | ד         | Dalet     | D                                                                   | د          | differentiaalrekening — verschil tussen fysische waarden                                                        | &delta;         |
| 5     | Ε ε    | Epsilon        | 5             | ה         | Hee       | E of Ee                                                             | ه          | diëlektrische constante — rek van een materiaal in een spanning-rekdiagram                                      | &epsilon;       |
|       | Ϝ ϝ    | Wau of Digamma | 6             | ו         | Waw       | W                                                                   | و          | | &#x3dc &#x3dd;  |
| 6     | Ζ ζ    | Zèta           | 7             | ז         | Zajien    | Dz of Zd                                                            | ز          | dempingsfactor                                                                                                  | &zeta;          |
| 7     | Η η    | Èta            | 8             | ח         | Chet      | E                                                                   | ح          | viscositeit — rendement                                                                                         | &eta;           |
| 8     | Θ θ    | Thèta          | 9             | ט         | Tet       | Th                                                                  | ت, ث       | strooiingshoek                                                                                                  | &theta;         |
| 9     | Ι ι    | Jota           | 10            | י         | Jod       | I, J                                                                | ى, ي       | | &iota;          |
| 10    | Κ κ    | Kappa          | 20            | ך כ       | Kaf       | K                                                                   | ك          | kromming | &kappa;         |
| 11    | Λ λ    | Lambda         | 30            | ל         | Lamed     | L                                                                   | ل          | golflengte | &lambda;        |
| 12    | Μ μ    | Mu             | 40            | ם מ       | Mem       | M                                                                   | م          | muon — SI-voorvoegsel micro — wrijvingscoëfficiënt — molaire massa — gemiddelde in de kansberekening            | &mu;            |
| 13    | Ν ν    | Nu             | 50            | ן נ       | Noen      | N                                                                   | ن          | frequentie — neutrino — aantal mol                                                                              | &nu;            |
| 14    | Ξ ξ    | Xi             | 60            | ס         | Samech    | X uitspraak 'ks'                                                    | ص          | voortgang van reactie — storing (golven)                                                                        | &xi;            |
| 15    | Ο ο    | Omikron        | 70            | ע         | Ajien     | O                                                                   | ع          | | &omicron;       |
| 16    | Π π    | Pi             | 80            | ף פ       | Pee       | P                                                                   | --         | verhouding tussen middellijn en omtrek — product — osmotische waarde                                            | &pi;            |
|       | Ϻ ϻ    | San            | –             | ץ צ       | Tsaddie   | S                                                                   | --         | | &#x3fa &#x3fb;  |
|       | Ϙ ϙ    | Qoppa          | 90            | ק         | Koef      | Q                                                                   | ق          | | &#x3d8; &#x3d9; |
| 17    | Ρ ρ    | Rho            | 100           | ר         | Reesj     | R                                                                   | ر          | dichtheid — ladingsdichtheid (ruimte) — correlatie                                                              | &rho;           |
| 18    | Σ σ, ς | Sigma          | 200           | ש         | Sjien     | S                                                                   | س          | som — standaardafwijking — ladingsdichtheid (vlak) — oppervlaktespanning — trekvastheid                         | &sigma;         |
| 19    | Τ τ    | Tau            | 300           | ת         | Tav       | T                                                                   | ط          | halveringstijd — schuifspanning                                                                                 | &tau;           |
| 20    | Υ υ    | Ypsilon        | 400           |           | U, Y      | --                                                                  |            | | &upsilon;       |
| 21    | Φ φ    | Phi            | 500           |           |           | F, Ph                                                               | --         | golffunctie — fase — lichtstroom — magnetische flux — warmtestroom                                              | &phi;           |
| 22    | Χ χ    | Chi            | 600           | Ch        | خ         | magnetische en elektrische susceptibiliteit — chi-kwadraatverdeling | &chi;      | |                 |
| 23    | Ψ ψ    | Psi            | 700           | Ps        | --        | golffunctie — elektrische flux                                      | &psi;      | |                 |
| 24    | Ω ω    | Omega          | 800           | Oo        | --        | elektrische weerstand — hoekfrequentie — ruimtehoek                 | &omega;    | |                 |
|       | Ϡ ϡ    | Sampi          | 900           | ץ צ       | Tsaddie   | Ts                                                                  | --         | | &#x372; &#x373; |

## In de Nederlandse taal
Griekse letters worden nog gebruikt in de Nederlandse taal:

### Alfa
- De voormalige middelbare voortgezette opleiding met vooral talen, de alfawetenschappen zoals letteren
- Alfastraling
- De alfa-testversie van een software-product
- Aanduiding van een willekeurige hoek in de wiskunde
- Aanduiding in de mechanica van de hoek ten opzichte van de x-as
- De leider van een groep dieren, het alfamannetje of alfavrouwtje

### Bèta
- De Nederlandse voormalige middelbare voortgezette opleiding gymnasium-bèta met de klassieke talen en met exacte vakken (de bètawetenschappen) zoals scheikunde, natuurkunde en wiskunde
- De bètaversie van software
- Bètastraling
- Aanduiding in de mechanica hoek ten opzichte van de y-as

### Gamma
- De gammawetenschappen, zoals sociologie, antropologie
- Gammastraling

### Delta
- Rivierdelta
- Delta wordt in de wiskunde gebruikt voor het (meestal kleine) verschil tussen twee gegevens.

### Jota
- Ik begrijp er geen jota van, aanduiding voor een zeer kleine, onbelangrijke letter (uit Mattheüs 5:18).

### Lambda
- Wordt gebruikt om de lengtegraad aan te duiden.
- De lambdawaarde is een begrip uit de motortechniek. Om deze te bepalen wordt een lambdasonde gebruikt.

### Mu
- Uitspraak micro. Wordt in de exacte wetenschap als voorvoegsel gebruikt om 1/1.000.000 aan te geven, bijvoorbeeld als µs, µm of µg.
- Wordt in de statistiek gebruikt als symbool voor het gemiddelde bij een normale verdeling.
- Wordt in de fysica in het onderdeel magnetisme gebruikt om de permeabiliteit van een stof voor te stellen.

### Pi
- Grafisch symbool voor de wiskundige constante die de verhouding van omtrek en diameter van een cirkel weergeeft.
- Grafisch symbool voor een soort chemische binding in de organische chemie (pi-binding of pi-bond)
- De hoofdletter pi (Π) wordt in de wiskunde gebruikt voor het noteren van het product van een eindige of oneindige rij getallen, bijvoorbeeld voor een oneindig product.

### Rho
- Natuurkundig symbool voor massadichtheid (soortelijke massa) en soortelijke weerstand.

### Sigma
- Standaardafwijking (σ) voor de populatie met een normale verdeling
- De hoofdletter sigma (Σ) wordt in de wiskunde gebruikt als grafisch symbool bij het sommeren. Daarom wordt dit teken in de wiskunde het sommatieteken genoemd.
- sigma-binding (σ), een soort chemische binding in de (organische) chemie
- De kleine letter sigma (σ) wordt ook gebruikt om een mechanische spanning weer te geven, zoals de normaalspanning.
- Sigmaplan: verhoging van de Scheldepolders bij Antwerpen.
- Six Sigma (6σ) is een managementstrategie bestaande uit een verzameling kwaliteitsmanagementmethoden

### Tau
- De kleine letter tau (τ) wordt gebruikt om een mechanische spanning weer te geven, zoals de afschuifspanning.
- De kleine letter tau (τ) wordt gebruikt in de fysica voor warmtecapaciteit van een voorwerp
- De kleine letter tau (τ) is een wiskundig exact getal, namelijk het dubbele van pi (2π)

### Phi
- Wordt gebruikt voor het aangeven van de gulden snede, een verhouding die veel in de natuur wordt aangetroffen.
- Wordt in de elektrotechniek gebruikt voor de hoek tussen stroom en spanning bij wisselstroom.
- Symbool voor flux in de elektriciteit
- Wordt gebruikt om de breedtegraad aan te duiden
- Wordt in statica gebruikt om hoekverdraaiing aan te duiden.
- Zie ook psi- en phi-beeldjes.

### Chi
- Een chiastische houding is een uitdrukking in de beeldhouwkunst. Deze houding heeft de vorm van de letter chi (χ).
- De jeugdbeweging Chiro: de benaming bestaat uit Chi en Ro en verwijst naar de eerste letters van Jezus' bijnaam, Christos, Grieks voor de gezalfde'.
- Een chiasme is een stijlfiguur die gebruikt wordt in teksten en ruwweg de vorm van een chi of kruis weergeeft. Voorbeeld, waarin de woorden dood en slapen een kruis vormen:
Denkend aan de dood kan ik niet slapen
Niet slapend denk ik aan de dood (J.C. Bloem)

### Psi
- Een neutrale term voor parapsychologische fenomenen zoals buitenzintuiglijke waarneming: psi (paranormaal).
- In de kwantummechanica wordt met psi-distributie de toestandsverdeling van een deeltje aangegeven.
- In de machinebouw wordt met psi de middelspanningsgevoeligheid van spanningen aangeduid.
- In de constructiebouw wordt het getal (combinatiefactor) meegenomen om de belastingcombinatie te bepalen.

### Omega
- “Ik ben de Alfa en de Omega” (“Ἐγώ εἰμι τὸ Α καὶ τὸ Ω”), Ik ben de Eerste en de Laatste, het Begin en het Einde (uit de Bijbel, Openbaring, over God).
- De kleine letter omega (ω) wordt gebruikt in de fysica voor de hoeksnelheid
- De SI-eenheid ohm van elektrische weerstand, met als symbool Ω

## Unicode
- The Unicode Standard, Version 10.0

## Braille
- Het Grieks heeft een eigen brailleschrift, het Griekse braille.

## Voetnoten
1. ↑  Irene Vallejo, Papyrus. Een geschiedenis van de wereld in boeken, 2021, p. 157-158
2. ↑  Dit zijn de 24 letters, die in de inleiding worden genoemd.
3. ↑  De Hebreeuwse letters hebben niet allemaal dezelfde uitspraak. Zo zijn de hier opgenomen Hebreeuwse letters geen klinkers, de aleph en ajin zijn letters zonder voorgeschreven klank.
4. ↑  Deze kolom bevat grootheden waarvoor het gebruik van het desbetreffende symbool vrij algemeen aanvaard is. Hetzelfde symbool kan echter vaak ook voor andere grootheden gebruikt worden.
5. ↑  De vermelde HTML-codes leveren, ook bij bewerken van de Wikipedia, een kleine Griekse letter op. Voor een corresponderende Griekse hoofdletter wordt dezelfde code gebruikt, maar met een hoofdletter na het &-teken. Dus &omega; levert op een webpagina ω op en &Omega; resulteert in Ω.
6. 1 2 3 4 5 6 7 8 9 10  hoofdletter
7. 1 2 3 4  Deze letters zijn al sinds de klassieke tijden uit het Grieks verdwenen.
8. ↑  Labda is de naam van de letter in het Oudgrieks
9. ↑  De moderne vorm van de sameg lijkt eerder op een (spiegelbeeldige) sigma dan een xi, maar voor oudere vormen van de letter is dat niet het geval.
10. ↑  kleine o
11. ↑  Dit is de vorm die de letter aanneemt aan het einde van een woord. De hoofdletter wordt overal als Σ geschreven.
12. ↑  grote o